# Helen Gandy
Pour les articles homonymes, voir Gandy.
Helen W. Gandy, née le 8 avril 1897 (à Fairton ou Port Norris (en)) et morte le 7 juillet 1988 (à DeLand ou Orange City), est une fonctionnaire américaine qui fut la secrétaire personnelle du directeur du Federal Bureau of Investigation (FBI) J. Edgar Hoover de 1918 à 1972, soit pendant 54 ans. Avec Clyde Tolson, elle fut l'une des personnes les plus proches de Hoover.
Dans le film J. Edgar (2012) de Clint Eastwood, Naomi Watts interprète Helen Gandy.